# Jens Hansen
Jens Hansen, född 8 juni 1816 på Hollufgårds mølle i Odense amt, död 8 november 1890 i Holev, var en dansk lantman.
Vid 21 års ålder blev Hansen förvaltare av styvfaderns gård i Holev, 1845 blev han förpaktare för denna och 1852 köpte han den. Snart blev han en av landets mest kända uppfödare och den av honom grundlagda stammen, Holevstammen, kom att utöva stor inflytande på utvecklingen av röd dansk mjölkboskap (RDM) på Fyn, Själland och södra Jylland.
Hansen hemförde ett otal priser till den fynska byn, däribland 11 förstapriser för nötkreatur och 25 priser för får, han fick silver- och bronsmedaljer för sitt smör, Landhusholdningsselskabet hedrade honom med sin största silverbägare och Fyns stifts patriotiska sällskap med ett hederspris för framåtskridande lantbruk. Vid lantmannamötet i Svendborg 1878 slog han Danmarks mest berömda uppfödare, Edward Tesdorpf, och hemförde kungapriset till Holev.